# چوی بیونگ چان
چوی بیونگ-چان (کره‌ای: 최병찬 زادهٔ ۱۲ نوامبر ۱۹۹۷)، همچنین با نام بیونگ‌چان نیز شناخته می‌شود، خواننده و بازیگر کره جنوبی است. او در سال ۲۰۱۶ به عنوان یکی از اعضای گروه کره‌ای ویکتون فعالیتش را آغاز کرد. در سال ۲۰۱۹، او در برنامهٔ رقابتی پرودوس اکس ۱۰۱ شرکت کرد. در سال ۲۰۲۰، او حرفهٔ بازیگری خود را با ایفای نقش در مجموعه تلویزیونی لایو آن آغاز کرد.

## فیلم‌شناسی

### مجموعه تلویزیونی
| سال  | عنوان          | شبکه     | نقش                      | منابع |
| ---- | -------------- | -------- | ------------------------ | ----- |
| ۲۰۲۰ | پخش زنده       | جی‌تی‌بی‌سی | کیم یو-شین               | [ ۲ ] |
| ۲۰۲۱ | احساس پادشاه   | کی‌بی‌اس۲  | کیم گا-اون / کانگ اون-سو | [ ۳ ] |
| ۲۰۲۲ | خواستگاری کاری | اس‌بی‌اس   | شین ها-مین               | [ ۴ ] |

### برنامه تلویزیونی
| سال  | عنوان          | شبکه      | توضیحات                      | منابع       |
| ---- | -------------- | --------- | ---------------------------- | ----------- |
| ۲۰۱۹ | پرودوس اکس ۱۰۱ | ام‌نت      | مسابقه دهنده                 |             |
| ۲۰۲۲ | ام کانت‌داون    | مجری ویژه | ۲۰ ژانویه، ۲۱ ژوئیه – ۱۸ اوت | [ ۵ ] [ ۶ ] |